# 奥林匹克圣歌
〈奧林匹克聖歌〉（又稱〈奧林匹克頌〉）是奧林匹克會歌（英語：Olympic Anthem），是合唱清唱套曲，1958年第54次國際奧委會全體會議上定為奧林匹克會歌。奧林匹克會歌由國際奧林匹克委員會的第一任主席澤麥特里烏斯·維凱拉斯親自選擇的；由希臘歌劇作曲家斯皮羅·薩馬拉斯作曲、希臘作家兼詩人科斯蒂斯·帕拉馬斯作詞。

## 歷史
〈奧林匹克聖歌〉於1896年的雅典第一屆奧運會上首次被奏起；該歌曲由希臘歌劇作曲家斯皮羅·薩馬拉斯作曲、希臘作家兼詩人科斯蒂斯·帕拉馬斯作詞，但當時仍未被確定為奧林匹克會歌；及後至1956年的奧運會，奧運會的主辦國均委託當地的作曲家為奧林匹克聖歌作詞。
1954年，國際奧委會為奧林匹克會歌進行全球徵集；國際奧委會在是次徵集中收到來自40個不同國家合共392份參賽作品。波蘭作曲家米哈爾·什皮沙克的作品除了被第50次國際奧委會全體會議上挑選出來外，也獲得身兼國際奧委會委員的摩納哥皮埃爾親王為奧林匹克會歌徵集而設的1000美元獎金；獲挑選的作品原被安排於1956年舉辦的墨爾本奧運會奏起，惟該作曲家徵求大量版權費而被棄用。
1958年，國際奧委會採納了身兼國際奧委會委員的丹麥亞斯里王子把希臘作曲家斯皮罗·萨马拉斯作曲的〈奧林匹克聖歌〉作為奧林匹克會歌的建議；並於當年在日本東京舉行的第54次國際奧委會全體會議上批准了這個建議方案。奧林匹克聖歌分別在1960年2月及8月舉行的斯闊谷冬季奧運及羅馬奧運會正式以奧林匹克會歌奏起；而奧林匹克聖歌更是首次在冬季奧運會上奏起。現在，奧林匹克聖歌除希臘語外已使用過日语、西班牙语、韓语、俄语、英语、法语、義大利語、挪威語等語言演唱並翻譯成日语、西班牙语、韓语、俄语、汉语等多達12種不同語言。其樂譜也被存放位於瑞士洛桑的國際奧委會總部。

## 使用時機
- 每屆夏、冬季奧運會、青年奧運會開閉幕式升降會旗時。
- 每年國際奧會年會開幕式。
- 國際奧會年會宣布下屆夏、冬季奧運會、青年奧運會主辦城市時。
- 國際奧會年會選舉新任主席宣布當選人時。
- 奧林匹克運動會獨立參賽者获得金牌时，颁奖典礼将奏响

## 歌詞
國際奧委會規定奧林匹克會歌必須用希臘语演唱，但可配合主辦國以該國語言演唱或混合英語演唱，如在2016年的里約熱內盧奧運時，奧林匹克會歌以英语及葡萄牙语交叉式演唱。

## 歷屆奧運會奏唱情況
| 屆次                     | 舉辦城市              | 奏唱形式                                                           | 使用語言                                                | 備註                                                                                         |  |
| ------------------------ | --------------------- | ------------------------------------------------------------------ | ------------------------------------------------------- | -------------------------------------------------------------------------------------------- |  |
| 1896第一屆夏季奧運會     | 希腊 雅典             |                                                                    | 希臘語                                                  | 奧林匹克會歌首次於開幕式上演奏。                                                             |  |
|                          |                       |                                                                    |                                                         |                                                                                              |  |
| 1960第八屆冬季奧運會     | 美国 斯闊谷           |                                                                    | 英語                                                    |                                                                                              |  |
| 1960第十七屆夏季奧運會   | 義大利 罗马           |                                                                    | 義大利語                                                |                                                                                              |  |
| 1964第九屆冬季奧運會     | 奥地利 因斯布鲁克     |                                                                    | 德語                                                    |                                                                                              |  |
| 1964第十八屆夏季奧運會   | 日本 东京             | 管樂合奏（開幕式） 混聲合唱（閉幕式）                              | 日語                                                    |                                                                                              |  |
| 1968第十屆冬季奧運會     | 法國 格勒诺布尔       |                                                                    | 法語                                                    |                                                                                              |  |
| 1968第十九屆夏季奧運會   | 墨西哥 墨西哥城       |                                                                    |                                                         |                                                                                              |  |
| 1972第十一屆冬季奧運會   | 日本 札幌             |                                                                    |                                                         |                                                                                              |  |
| 1972第二十屆夏季奧運會   | 西德 慕尼黑           | 管樂合奏                                                           |                                                         |                                                                                              |  |
| 1976第十二屆冬季奧運會   | 奥地利 因斯布鲁克     | 混聲合唱（開幕式） 管樂合奏（閉幕式）                              | 希臘語                                                  | 演唱時，略去第三段歌詞而以第一段歌詞替代之。                                                 |  |
| 1976第二十一屆夏季奧運會 | 加拿大 蒙特利尔       | 無伴奏男聲合唱                                                     | 希臘語                                                  |                                                                                              |  |
| 1980第十三屆冬季奧運會   | 美国 普萊西德湖       |                                                                    |                                                         |                                                                                              |  |
| 1980第二十二屆夏季奧運會 | 苏联 莫斯科           | 混聲合唱（開幕式） 管樂合奏（閉幕式）                              | 俄語                                                    |                                                                                              |  |
| 1984第十四屆冬季奧運會   | 南斯拉夫 塞拉耶佛     | 混聲合唱 管弦樂伴奏                                                | 塞尔维亚-克罗地亚语                                     |                                                                                              |  |
| 1984第二十三屆夏季奧運會 | 美国 洛杉矶           | 混聲合唱 管弦樂伴奏                                                | 英語                                                    |                                                                                              |  |
| 1988第十五屆冬季奧運會   | 加拿大 卡尔加里       | 無伴奏混聲合唱                                                     | 希臘語                                                  |                                                                                              |  |
| 1988第二十四屆夏季奧運會 | 韓國 漢城             | 混聲合唱 管絃樂伴奏                                                | 朝鮮語                                                  |                                                                                              |  |
| 1992第十六屆冬季奧運會   | 法國 阿尔贝维尔       | 管樂合奏                                                           |                                                         |                                                                                              |  |
| 1992第二十五屆夏季奧運會 | 西班牙 巴塞罗那       | 男高音（開幕式） 男高音（閉幕式）                                  | 加泰隆尼亞語、西語與法語（開幕式） 西語與英語（閉幕式） | 歌唱家阿弗雷多·克勞斯。 歌唱家普拉西多·多明哥。                                              |  |
| 1994第十七屆冬季奧運會   | 挪威 利勒哈默尔       | 女高音 童聲合唱 管樂伴奏                                           | 挪威語                                                  | 歌唱家西絲兒·凱嘉波。                                                                        |  |
| 1996第二十六屆夏季奧運會 | 美国 亚特兰大         | 混聲合唱 管弦樂伴奏（開幕式） 女中音 混聲合唱 管弦樂伴奏（閉幕式） | 英語                                                    | 歌唱家詹妮弗·拉莫爾。                                                                        |  |
| 1998第十八屆冬季奧運會   | 日本 長野             | 童聲合唱 管弦樂伴奏                                                | 日語                                                    |                                                                                              |  |
| 2000第二十七屆夏季奧運會 | 悉尼                  | 混聲合唱 管弦樂伴奏（開幕式） 女高音（閉幕式）                     | 希臘語（開幕式） 英語（閉幕式）                         | 歌唱家伊馮娜·肯尼。                                                                          |  |
| 2002第十九屆冬季奧運會   | 美国 盐湖城           | 混聲合唱 管弦樂伴奏（開幕式）                                      | 英語                                                    |                                                                                              |  |
| 2004第二十八屆夏季奧運會 | 希腊 雅典             | 童聲合唱 男聲合唱 管弦樂伴奏                                       | 希臘語                                                  |                                                                                              |  |
| 2006第二十屆冬季奧運會   | 義大利 都灵           | 管樂合奏                                                           |                                                         |                                                                                              |  |
| 2008第二十九屆夏季奧運會 | 中国 北京             | 無伴奏童聲合唱                                                     | 希臘語                                                  |                                                                                              |  |
| 2010第二十一屆冬季奧運會 | 加拿大 溫哥華         | 女高音 管弦樂伴奏（開幕式） 男高音 管弦樂伴奏（閉幕式）            | 英語與法語                                              | 歌唱家 Measha Brueggergosman。 歌唱家 Ben Heppner。                                          |  |
| 2010第一屆夏季青奧會     | 新加坡                |                                                                    | 希臘語                                                  |                                                                                              |  |
| 2012第一屆冬季青奧會     | 奥地利 因斯布鲁克     | 合奏                                                               |                                                         |                                                                                              |  |
| 2012第三十屆夏季奧運會   | 英国 伦敦             | 管弦樂合奏（開幕式） 男聲合唱（閉幕式）                            | 英語                                                    |                                                                                              |  |
| 2014第二十二屆冬季奧運會 | 俄羅斯 索契           | 女高音 男聲合唱 管弦樂伴奏（開幕式） 管弦樂合奏（閉幕式）          | 俄語                                                    | 歌唱家 Anna Netrebko。 使用2012倫敦奧運會錄音。                                              |  |
| 2014第二屆夏季青奧會     | 中国 南京             | 管弦樂合奏                                                         |                                                         | 使用2012倫敦奧運會錄音。                                                                     |  |
| 2016第二屆冬季青奧會     | 挪威 利勒哈默尔       | 混聲合唱                                                           | 挪威語                                                  | 採用了1994年冬奧會所定挪威文歌詞。                                                           |  |
| 2016第三十一屆夏季奧運會 | 巴西 里约热内卢       | 童聲合唱 管弦樂伴奏                                                | 英語                                                    |                                                                                              |  |
| 2018第二十三屆冬季奧運會 | 韓國 平昌             | 女高音（開幕式） 童聲 管弦樂伴奏（閉幕式）                         | 希臘語（開幕式） 英語（閉幕式）                         | 歌唱家黃淑美。（開幕式） 歌手吳言俊。（閉幕式）                                              |  |
| 2018第三屆夏季青奧會     | 阿根廷 布宜諾斯艾利斯 | 女聲 手風琴與鋼琴伴奏（開幕式）                                    | 英語                                                    | 歌手 Luna Sujatovich。（開幕式） 歌手 Melina Moguilevsky。（閉幕式）                         |  |
| 2020第三屆冬季青奧會     | 瑞士 洛桑             | 童聲合唱（開幕式） 合奏（閉幕式）                                  | 英語與法語（開幕式）                                    | 「Les Petits Chanteurs de Lausanne」童聲合唱團（開幕式）                                     |  |
| 2020第三十二屆夏季奧運會 | 日本 东京             | 混聲合唱 管弦樂伴奏（開幕式） 男高音 管弦樂伴奏（閉幕式）          | 英語                                                    | 東京豐島岡女子學園高等學校和福島縣立郡山高等學校的學生。（開幕式） 歌手 岡本知高。（閉幕式） |  |
| 2022第二十四屆冬季奧運會 | 中国 北京             | 無伴奏童聲合唱                                                     | 希臘語                                                  | 河北馬蘭花合唱團演唱（開幕式、閉幕式）                                                       |  |
| 2024第四屆冬季青奧會     | 韓國 江原道           | 鋼琴伴奏                                                           | 英語                                                    | 兒童和青少年合唱(開幕式）、青年女聲合唱(閉幕式）                                             |  |
| 2024第三十三屆夏季奧運會 | 法國 巴黎             | 管弦樂伴奏                                                         | 希臘語(開幕式） 英語(閉幕式）                           | 法國廣播電台合唱團(開幕式） 兒童和青少年合唱(閉幕式）                                        |  |
| 2026第二十五屆冬季奧運會 | 義大利 米蘭           |                                                                    |                                                         |                                                                                              |  |
| 2026第四屆夏季青奧會     | 塞内加尔 達卡         |                                                                    |                                                         |                                                                                              |  |
| 2028第三十四屆夏季奧運會 | 美国 洛杉矶           |                                                                    |                                                         |                                                                                              |  |
| 2032第三十五屆夏季奧運會 | 布里斯班              |                                                                    |                                                         |                                                                                              |  |

## 外部連結
- 維基文庫上的樂譜
- 關於奧運會聖歌相關英文資料 （页面存档备份，存于）
- YouTube上的奧林匹克頌詞